# ポコ美
ナツ美（なつみ）・澪河七海（みおかわなつみ）（1984年4月30日 - ）は、女性パチンコライター・YouTuber。

## 略歴
秋田県出身。地元秋田の高校卒業後、仙台の看護学校に通うが1年で辞め、盛岡でネイリストとなる。ネイリストをしていた時にパチンコを覚え、当初は負け続けるが『パチンコ攻略マガジン』などの攻略雑誌を読み勉強して勝てるようになる。そしてパチンコの面白さを知り『パチンコ攻略マガジン』に憧れを抱くようになる。
2010年に上京し、直ぐに『パチンコ攻略マガジン』の攻略軍団員募集記事を見つけ応募。面接や実技試験を経て合格し「ポコ美」の名前でライター業をスタート。ライター業の他に付録DVDや専門チャンネルの番組等へも出演。
2016年5月に結婚（入籍は2015年）と妊娠を発表して休養に入り、同年11月に出産し12月に復帰。
2018年10月11日放送のドラマ『黄昏流星群』（フジテレビ）に頭取の秘書役として1話と2話に出演。
2019年6月30日をもって『パチンコ攻略マガジン』を卒業しフリーとなり、7月に「ナツ美」として今後活動することを発表。ちなみに「ナツ美」は本名であると自ら公表（字は非公表）している。
2019年10月5日にYouTubeチャンネル『ナツ美』を開設。
2020年8月29日に自身のYouTubeチャンネルで離婚を発表｡

## 出演
- 踊る海ポコリン（三洋ホームページ）[1]
- PPSL（パチンコ×パチスロTV！）[2]
- パチマガギガウォーズ超（サイトセブンTV）[3]
- ガールズパチンコリーグ（MONDO TV）[4]
- ナツ美、橘リノ、神谷玲子のファーストクラス
- Buddy×Buddy
- 世界イチ打ちたい授業

### パチスロ
- スロドル（2023年3月、コナミアミューズメント）[5]